# Dimităr Largov
Dimităr Largov (in bulgaro Димитър Ларгов?; Sofia, 10 settembre 1936 – Sofia, 26 novembre 2020) è stato un calciatore bulgaro, di ruolo difensore.

## Carriera
Con la nazionale bulgara ha preso parte ai Mondiali 1966.